# 中间角鲆
中间角鲆（学名：Asterorhombus intermedius），又稱尖星羊舌鮃，俗名比目魚、扁魚，为輻鰭魚綱鰈形目鰈亞目鲆科的一種。

## 分布
本魚分布于印度太平洋區，包括東非、馬達加斯加、塞席爾群島、馬爾地夫、斯里蘭卡、馬來西亞、中國、日本、菲律賓、泰國、印尼、澳洲、新幾內亞、新喀里多尼亞、馬紹爾群島、索羅門群島、東加等海域。该物种的模式产地在苏拉威西岛。

## 深度
水深1-96公尺。

## 特徵
本魚體極側扁，呈卵圓形；口小，雙眼位於左側，兩眼間距小。體色隨環境而改變，大致上呈棕褐色，具有許多大小不一的斑點，尾鰭圓形，背鰭軟條77-84枚;臀鰭軟條55-62枚，體長可達20公分。

## 生態
本魚棲息於沙泥底質的環境，偶爾在珊瑚礁區活動。仔稚魚期行浮游生活，身體左右對稱，隨成長而變態，活動力差。肉食性，以底棲無脊椎動物為食。

## 經濟利用
可做為食用魚。

## 扩展阅读
維基物種上的相關：中间角鲆